# Häxfeber (musikalbum)
Häxfeber är ett musikalbum från 1980 med gruppen Häxfeber.
Inspelningen skedde i MNW studio, Vaxholm, 1980. Tekniker var Curt-Åke Stefan som också mixade tillsammans med Birgitta Larsson. Skivnumret är MNW 105P.

## Låtlista
Sida 1:
1. Häxorna är här (musik: trad./text: Birgitta Larsson)
2. Med blåprickig slips (text/musik: Mary Eisikovits)
3. Bröd och rosor (text: Katharina Brette/musik: Lilian Goldberg, Katharina Brette)
4. Idrottsrock (text/musik: Birgitta Larsson)

Sida 2:
1. Avenyn (text: Ingmar Nilsson, bearbetning: Katharina Brette & Mary Eisikovits/musik: Jaak Talvend)
2. Marilyn Monroe (text: Mary Eisikovits/musik: Mimie Hedström)
3. Solen (Katharina Brette)
4. Syntesen (text/musik: Gittan Jönsson)